# Гуидо дела Торе
Вижте пояснителната страница за други личности с името Гуидо.
Гуидо дела Торе (на италиански: Guido della Torre; * 27 септември 1259; † лято на 1312, Кремона) от рода Дела Торе, е италиански кондотиер, капитан на народа и господар на Милано от юни 1302 до 6 януари 1311 г. Родоначалник е на кадетския клон Дела Торе ди Медризио (Кантон Тичино).

## Произход
Той е член на благородническото гвелфско семейство Дела Торе. Син е на Франческо дела Торе (* 1210/1220, † 1277), подест на Бреша, Алесандрия, Бергамо, Лоди и Новара, и на Джулия Кастильони. Неговият чичо Наполеоне (Напо) дела Торе е господар на Милано (24 декември 1265 – 21 януари 1277), а другият му чичо Раймондо дела Торе е патриарх на Аквилея (1273 – 1299).

## Биография

### Затвор и изгнание
През 1277 г. след битката при Дезио (21 януари), в която Гуидо губи баща си и която слага края на надмощието на Дела Торе в Милано за сметка на Висконти, той е затворен с чичо си Напо дела Торе от властите на Комо в замъка Бардело над града. През 1248 г. е освободен от неприятелите на архиепископ Отоне Висконти – новият господар на Комо Лотерио Руска и маркизът на Монферат Вилхелм VII.
Гуидо веднага започва война срещу Висконти. Конфликтът се разширява допълнително поради въоръжените конфликти между Лотерио Руска и лидера на гибелините от Комо Симоне да Локарно. Той взима благоприятен обрат за Дела Торе след завладяването на Кастелсеприо през 1285 г. от братовчеда на Гуидо Готифредо дела Торе. Въпреки това Дела Торе не успяват да разрешат окончателно конфликта, защото не могат да използват въоръжения контингент на Маркиза на Монферат, блокиран поради лошото време. След поредица от сблъсъци на 3 април 1286 г. е сключен мир в Ломацо, но семейство Дела Торе, въпреки че му са махнати всякакви наказания, забрани и конфискации, постановени срещу него, не може все още да се върне в Милано. Напротив – през 1287 г. след заговор срещу Висконти много милански благородници са лишени от достъп до Милано, вкл. и Дела Торе, чиито активи са конфискувани отново и са разпределени между членовете на противниковата партия. След това Гуидо, подобно на много други свои роднини, намира убежище във Фриули при чичо си Раймонд, патриарх на Аквилея.
През 1287 г. става подест на Тревизо благодарение на добрите отношения между господаря на града и патриарха на Аквилея.

### Завръщане в Милано
През 1302 г. група гвелфи, включително Алберто Скоти – господар на Пиаченца и Джовани I – маркиз на Монферат успяват да победят Матео Висконти и го принуждават да сключи мир, по силата на който Гуидо и мнозина от семейството му най-сетне могат да се върнат в Милано след 25 години изгнание и да си върнат владенията. Новите съюзи са скрепени от проницателна брачна политика: овдовелият Гуидо се жени за дъщерята на граф Филипоне ди Лангоско – господар на Павия, неговият син Франческо – за племенницата на Алберто Скоти, а другият му син Симоне – за дъщерята на Пиетро Висконти. Влияението на Дела Торе в Милано обаче не е стабилно, понеже то е заплашвано непрестанно от вътрешни конспирации и от външни опасности, подклаждани преди всичко от Алберто Скоти, който преминава на страната на Висконти.
През 1303 г. има нови сблъсъци в Ломбардия, когато Матео Висконти, изгонен от Милано, тръгва срещу Комо. На помощ на Комо идва Гуидо, който успява да прогони враговете.
През 1305 г. Гуидо, след като отива в Тортона като арбитър за уреждане на вътрешните въпроси на града, трябва да се справи със заговорите, които неговите врагове кроят в Милано. Те желаят да премахнат управлението на Дела Торе, но благодарение на предателството на конспиратор са разкрити и прогонени от града.
Гуидо веднага се изправя пред нови конфликти, избухнали в Ломбардия. Той е поставен начело на лига на гвелфските сили, създадена за борба с брешанците, които в съюз с мантуанците и веронезците възнамеряват да възстановят властта на сем. Суарди в град Бергамо. След редица сблъсъци, които не водят до окончателно решение, Матео Висконти, който е в съюз с Бреша и Верона, се опитва да изненада миланската армия близо до моста Ваприо; предвид численото превъзходство на врага обаче той предпочита да изостави начинанието и да се оттегли в Пескиера дел Гарда, чакайки по-добра възможност да се изправи с Гуидо Дела Торе.
Междувременно Гуидо възстановява господството на Дела Торе в Милано под собствено ръководство. През 1307 г. е назначен за капитан на народа на Милано за срок от една година и на Пиаченца за две години, където изпраща Пасерино Дела Торе като подест.
През 1308 г. семейство Дела Торе допълнително увеличава авторитета си, обединявайки политическата и религиозната власт в свои ръце благодарение на избора на братовчеда на Гуиод – Касоне Дела Торе за архиепископ на града.
През същата година Гуидо е принуден отново да се вдигне на оръжие срещу брешанците, с които впоследствие сключва мир в началото на октомври.
Пак през 1308 г., в края на своето капитанство, Гуидо успява да удължи продължителността му, като по този начин значително укрепва властта си и установява истинско господство над Милано. След като Съветът на 900-те век се събира, го избира за вечен капитан на народа.
През май 1309 г. в Пиаченца има бунтове и подестът и гарнизонът, оставени там от Гуидо, са изгонени от града.

### Конфликт с Касоне дела Торе
Гуидо е обезпокоен от поведението на архиепископа на Милано и негов братовчед Касоне дела Торе, който по време на войната между Венеция и Църквата за владение на Ферара се бие на страната на Галеацо Висконти заедно с братята Пагано, Адоардо и Фиоримонте, известни като 'Москино'. Всъщност Касоне се оплаква от прекомерната власт на Гуидо, така че когато той и братята Москино се завръщат в Милано, Гуидо ги хвърля в затвора. След това той обяснява на Градския съвет причините за ареста: подозренията, породени от браковете на братята на архиепископа с дъщерите на най-големите му врагове и преди всичко тайните разговори между Касоне и враговете на Гуидо за това да го примамят да влезе в Борго Сан Донино и да даде господството на Милано на архиепископа. Арестът на Касоне предизвиква сензация в града и извън него. В края на октомври, под натиска на съюзническите градове на Милано, е постигнато споразумение, след което освободеният Касоне дела Торе трябва да напусне Милано, като се ангажира повече да не причинява всякакви щети или да насърчава отлъчване или запрещенение на Милано и Гуидо. Това споразумение обаче не е спазено и навсякъде са публикувани едикти срещу Гуидо и синовете му, които са отлъчени от църквата.
Контрастът с архиепископ Касоне отслабва позицията на Гуидо, който се оказа изправен пред както външните заговори на архиепископа за възстановяване на властта на Висконти, така и пред широко разпространеното вътрешно недоволство сред миланските граждани. Враждебността присъства и в собственото му семейство, където много членове са изгонени от управлението, с което се нарушава семейното единство, което винаги е било силната страна на сем. Дела Торе.

### Слизане на Хайнрих VII в Италия
Авторитетът на Гуидо в Гвелфската лига също намалява. През 1310 г. епископът на Костанца пристига в Милано, за да обяви слизането на Хайнрих VII в Италия. Тази новина предизвиква голямо безпокойство у Гуидо, който, страхувайки се да не загуби властта си в Милано, побързва да призове най-изтъкнатите членове на лигата, за да решат какво да правят. Той предлага да предотвратят военно слизането на суверена, което обаче не е прието от повечето, защото се страхуват да не се покажат твърде открито враждебни към Хайнрих VII. В края на срещата не само е оставена настрана всякаква амбиция за открита опозиция, но е решено да се изпратят посланици в Германия, които да декларират лоялността си към краля. Самият Гуидо не се поколебава да му изпрати фалшиви уверения за вярност, като в същото време изпраща подобни уверения и на папата, притеснен от двусмисленото отношение на Гуидо.
След пристигането на германския принц в Италия Гуидо се опитва да предотврати всяка демонстрация в негова полза, но страховете му нарастват, когато вижда как главните му врагове, включително Матео Висконти и Касоне Дела Торе, се втурват към Асти, където е кралят. Висконти и дела Торе дори подписват акт на сътрудничество между двете семейства, като не споменават Гуидо, когото считат за враг. С този акт двамата взаимно си прощават претърпените престъпления и установяват дълга поредица от споразумения и пактове, които двете страни тържествено се заклеват да спазват. Гуидо, чувствайки се застрашен от всички страни, се опитва да подобри положението си, като освободи братята на Касоне, които са изпратени с някои посланици в Новара при краля. Въпреки това враждебността на Гуидо към Хайнрих VII не намалява, преди всичко, защото след слизането на краля той губи подкрепата на Новара, Верчели и Виджевано, чието правителство е реорганизирано лично от германския владетел. Все пак Гуидо е принуден да се яви пред Хайнрих VII, когато той тържествено влиза в Милано на 23 декември. 1310 г. и, като оказва уважение, трябва да му даде и своята резиденция в старото Бролето. Летописците разказват, че Гуидо, който се появява последен пред краля, противно на заповедта на другите милански благородници не дава заповед за сваляне на отличителните знаци, така че германските войници, след като ги грабват от ръцете на оръженосците, които ги носят, ги хвърлят в калта. Гуидо преценява, че е по-подходящо да слезе от коня и да почете суверена, който го посрещна любезно, приканвайки го да бъде миролюбив и верен.
Четири дена след влизането си в града Хайнрих VII се опитва да възстанови мира в Милано, като на 27 декември подписва акт на съгласие между Дела Торе и Висконти, в който самият Гуидо трябва да се намеси, страхувайки се да не изгуби привилегиите си в противен случай. С този акт, потвърден на 2 и 3 януари 1311 г., е постановено двете фракции да премахнат всякакви причини за спор, взаимните им престъпления да се опростят, всички изгнаници да се върнат в родината си и да получат обратно своите имоти.
На 6 януари 1311 г. суверенът тържествено е коронясан за крал на Италия в базиликата „Сан Амброджо“.

### Бягство от Милано и край на властта на Дела Торе
Миланците трябва да понесат огромни разходи по коронясването на Хайнрих VII и Гуидо се възползва от това, за да подхранва недоволството към германския суверен. В града се зараждат раздори, особено когато става известно споразумението срещу германските милиции между Галеацо – син на Матео Висконти и Франческо Дела Торе – син на Гуидо. Следват дни на бунтове и грабежи: палатите на Дела Торе са разрушени и Гуидо, макар и болен, трябва да бяга.
Обстоятелствата, довели до такъв край на властта на Дела Торе в Милано, не са напълно ясни, но е вероятно главните виновници да са Висконти. Всъщност те успяват да се възползват от възможността да хвърлят семейство Дела Торе в хаос: избягало от вражеската армия, то трябва да остави града в ръцете на Висконти. Междувременно Гуидо, който първо бяга в Лоди, а след това в Кремона, се опитва да възстанови отношенията със съюзниците на гвелфите, по-специално с Болоня и с Флоренция, която не пропусна да му покаже подкрепата си. Въпреки това вече няма много надежди в Гуидо и във възможността му да възстановяви властта си, още повече че в Милано властта на Висконти вече е укрепена, след като Матео Висконти става имперски викарий.

### Смърт
След един последен въоръжен сблъсък, довел до поражението на гвелфите при Сончино, Гуидо се укрива в Кремона, където умира през 1312 г. на 52-годишна възраст. Оттогава семейството Дела Торе се разделя, като една част подновява войната срещу Висконти и се връща в Милано едва през 1332 г. Той им връща земи и богатства, но в края на краищата трябва да приеме господството на Висконти.
От завещанието му, за което пише италианският историк Бернардино Корио, има информация за огромното му богатство. Той оставя на синовете си Франческо (нар. Франческино), Симоне, Аморато и Гуидо много активи: замъка Кастелето с транзита над Тичино, имотите на Оджоно, Касирато, моста Ваприо, активите на Понтироло, Тренто, Пандино и Одоленго, Кастел Сант'Анджело, Трецано, Касина де' Гати, Паскерио ди Северо, Носато, крепостта Леко, Монторфано, Канобио, Ро, Преняна, Верано, Кастел Сан Джорджо в Леняно, Кастел де' Гуиди, Визела и Монтефорте и земите на Сома, Верича и Галеске. В завещанието си Гуидо изразява и желание да бъде погребан в църквата „Св. Франциск“ в Милано, но това желание не може да бъде уважено поради противопоставянето на Матео Висконти.

## Брак и потомство
Гуидо се жени два пъти:
1. ∞ 1259 за Беатриче Гуиди ди Батифоле (* 1229, † ок. 1280), дъщеря на Симоне Гуиди († ок. 1280), граф на Батифоле. От нея има четирима сина:
- Амурат дела Торе († 1334 в битката при Рудиано), ∞ за Маргерита (ди Чева или ди Салуцо), от която има един син.
- Симоне дела Торе († 28 февруари 1324 в битката при Ваприо, удавен), ∞ 12 ноември 1302 в Милано за Антиокия Висконти, дъщеря на Пиетро Висконти († сл. 1293), господар на Сеприо, Милански патриций, подест на Бергамо (1290) и на Монца (1292/1293), от която има двама сина.
- Франческо (Франческино) дела Торе († пр. 1331), губернатор на Истрия (1328) от името на Патриарха на Аквилея, ∞ 13 ноември 1302 за племенница на Алберто Скоти, господар на Пиаченца, от която има две дъщери.
- Бартолино дела Торе († сл. 1349), има един син

2. ∞ 1302 за Брунисенда (Брунисонде или Брумифонде) ди Лангоско (неизв.), дъщеря на Филипо(не), граф на Лангоско и господар на Павия. От нея има двама сина и една дъщеря:
- Гуидоне дела Торе, кавалер на Суверенния орден на хоспиталиерите на Св. Йоан
- Маргерита дела Торе, ∞ за Федерико 'Брацалео' ди Порча († 1348), граф на Порча и Бруниера
- Нардино дела Торе († пр. 1312)

Има и една извънбрачна дъщеря:
- Лотария